# 卡姆航空904號班機空難
卡姆航空904號班機（英文：Kam Air Flight 904）是一架於2005年2月3日當地時間4時墜毀於阿富汗帕米爾高原地區的卡姆航空（Kam Air）波音737-200型客機，該飛機原本預計計畫從阿富汗西部城鎮赫拉特飛往喀布爾，但是飛機在降落前受到暴風雪影響而在雷達上消失。這次墜毀事件造成飛機上96名乘客和8名機組人員全數死亡，救援人員於喀布爾以東的帕米爾高原處找到飛機殘骸和遺體，這也是迄今阿富汗歷史上最嚴重的空難事故。

## 背景
卡姆航空公司是一家於2003年成立的私營航空公司，其主要工作是負責為阿富汗當地提供波音或者安托諾夫航空科學技術聯合體製造飛機之國內和國際航線服務。發生空難事故的904號班機為該家航空公司所租貸、註冊編號EX-037波音737-200型客機，最早飛機是在1980年時由加拿大Nordair所引進，之後在2004年4月時由公司總部設於阿拉伯聯合大公國沙迦（Sharjah）的鳳凰航空（Phoenix Aviation）買下以應付吉爾吉斯航線需求，並且在同年11月時租借給卡姆航空公司調度使用。

## 事故
民營航空公司卡姆航空904號班機於2005年2月3日從赫拉特國際機場起飛後，在剩15分鐘便能準備於喀布爾國際機場著陸時突然遭遇大規模冬季風暴（Winter storm）影響。隨後在當地時間（UTC +4:30）4時在暴風雪影響下與空中交通管制人員失去聯繫，之後緊接著雷達螢幕上也失去該架波音737-200型客機飛行時的反射訊號。

## 救援
在惡劣的氣候條件北大西洋公約組織部隊和阿富汗國民軍（Afghan National Army）隨即展開救援行動，到了當地時間1時30分左右2架荷蘭皇家空軍的AH-64阿帕契直昇機發現大量飛機尾部的殘骸。到了2005年2月5日時，則在阿富汗首都喀布爾以東33公里（約20英哩）、海拔高3,400公尺（約11,000英呎）的山區高處發現飛機的主體殘骸。隨後駐阿富汗國際維和部隊嘗試展開多次直升機救援行動，但是受限於氣候環境的影響而無法順利進行；對此阿富汗國防部則要求阿富汗國民軍組織團隊，嘗試直接從陸路前往營救可能還存活的倖存者。之後數十名阿富汗ANA突擊旅（ANA Commando Brigade）便嘗試前往墜毀地區探查，但是受到暴風雪的影響而被迫撤離。過了第四天以後，國際維和部隊的救援部隊才能前往飛機墜毀處進行調查，並且確認飛機上96名乘客和8名機組人員全數遇難，並且在尋獲104具遺體的過程之中僅有1名乘客的遺體仍較為完整。
除了包含104名乘客和機組人員喪生外，飛機機體也很大程度上地遭到破壞。客機的飛行數據記錄器已經被尋獲並且移交由美國國家運輸安全委員會分析，然而紀錄駕駛艙是否有向巴格拉姆空軍基地的美國空軍提出緊急迫降需求的飛行紀錄儀則沒有被尋獲。

## 傷亡
飛機上喪生的104人之中有96位乘客以及8名機組人員，其中至少有25人是並不是阿富汗當地居民，這包括有9名土耳其人、6名美國人、4名俄羅斯人、3名義大利人、1名荷蘭人、1名伊朗人以及同時擁有加拿大和俄羅斯國籍的副駕駛。其中根據報導指出這些外國人分別是俄羅斯籍的機組人員、駐阿富汗之土耳其公司工作的土耳其籍文職人員、聯合國為重建工程所邀請的義大利籍建築師安德烈·波拉斯特里（Andrea Pollastri）、1名義大利籍平民與義大利海軍海軍上校、1名負責西部盆地水資源運用團領導的荷蘭籍工程師，另外還有3名美國人則是為了麻薩諸塞州劍橋當地非政府組織活動而前往阿富汗工作。

## 原因
目前對於為何會跟波音737-200失去聯繫以及航空器墜毀的原因仍然無法確定，對此塔利班領導人杜拉赫（Dadullah）則表示自己轄下的游擊部隊並沒有擊落飛機，並且對於飛機墜毀一事感到哀傷。對此巴基斯坦當地報紙和線上新聞網站更傳出卡姆航空904號班機在面臨天氣惡劣情況下，機組人員決定放棄由負責喀布爾空中交通管制之駐阿富汗國際維和部隊管理的喀布爾國際機場，改轉往在美國軍方所管理的巴格拉姆空軍基地（Bagram Airfield）緊急迫降。但是在飛行員報告只剩下15分鐘的燃料後，機場內的美軍空中交通管制人員仍拒絕飛機降落的請求，最後飛機因為燃料耗盡而墜毀。

## 外部連結
- （英文） Afghan Crash Killed All On Board （页面存档备份，存于）
- （英文） Accident description（页面存档备份，存于）
- （英文） Troops Start Moving Afghan Plane Crash Bodies （页面存档备份，存于）
- （英文） Owners of Afghan crash plane blame weather（页面存档备份，存于）
- （英文） Recent DU Grad Killed In Afghan Airline Crash
- （英文） US Held Responsible For KAM AIR Disaster 2-8-5 （页面存档备份，存于）
- （英文） Welcome to Kam Air